# Carbone 13
table
Le carbone 13, noté 13C, est l'isotope du carbone dont le nombre de masse est égal à 13 : son noyau atomique compte 6 protons et 7 neutrons avec un spin 1/2- pour une masse atomique de 13,003 354 835 g/mol. Il est caractérisé par un excès de masse de 3 125,009 keV et une énergie de liaison nucléaire par nucléon de 7 470 keV. C'est un isotope stable constituant environ 1,1 % du carbone terrestre.

## Utilisations
- Possédant un spin nucléaire non nul, le 13C est couramment utilisé pour la résonance magnétique nucléaire.

- Le suivi du 13C par comparaison des ratios 12C/13C, aussi appelé δ13C, des produits organiques a notamment été utilisé pour étudier le réseau trophique dans certaines niches écologiques[2],[3]. Ce ratio peut être dosé par spectrométrie de masse dans le collagène de l'os ou dans l'apatite de l'os et des dents. Il permet de savoir quel type de plantes a été consommé par l'animal ou l'Homme, car il est différent selon le biotope[4].

- Le carbone 13C est utilisé dans le test respiratoire à l'urée pour détecter la présence d’Helicobacter pylori (à l'origine d'ulcères gastriques). Après ingestion d'urée marquée au 13C, l'uréase de la bactérie est capable de dégrader l'urée en ammoniaque NH4OH et en CO2. Celui-ci est alors aussi marqué pour passer dans le sang puis dans l'air expiré. La présence de CO2 marqué dans l'air expiré permet de mettre en évidence la présence d’H. pylori avec une bonne sensibilité et spécificité, supérieures à 90 %. Les résultats sont moins fiables chez le petit enfant, ou en cas de saignement (faux positifs) ou de prise d'inhibiteurs de la pompe à protons (faux négatifs)[5].